# Журавлёв, Анатолий Анатольевич
Анато́лий Анато́льевич Журавлёв (род. 20 марта 1964, Нижний Тагил, Свердловская область) — советский и российский актёр театра и кино.

## Биография
Родился 20 марта 1964 года.
С детства мечтал стать актёром, но поступил сначала в Уральский педагогический институт на филологический факультет. Окончил филфак Нижнетагильского государственного педагогического института в 1986 году. Ещё студентом, участвовал в спектаклях Нижнетагильского драматического театра.
Занимался восточными единоборствами. В 1991 году стал чемпионом СССР (последним) по тхэквондо.
После службы в армии поступил в ЛГИТМиК им. Черкасова (на курс В. Петрова), который окончил в 1992 году.
1991—1995 годы — работал в ленинградском Театре комедии имени Н. Акимова под руководством Дмитрия Астрахана.
1996—1998 годы — актёр Театра-студии под руководством Олега Табакова.
Первый большой успех актёру принесла роль бывшего десантника Коли в мелодраме Дмитрия Астрахана «Всё будет хорошо!», но широкую известность ему принесла роль Толстого в сериале «День рождения Буржуя». После окончания съёмок фильма написал пьесу о Владимире Маяковском.
В 2007—2013 годах работал в Театре киноактёра.
В 2018 году поставил спектакль-концерт «Клава», посвящённый жизни и творчеству Клавдии Шульженко, в котором «мужские» песни исполнял он сам, а женские — его жена Полина Журавлёва.

## Творчество

### Фильмография
| Год       |   | Название                                       | Роль                                                                         |
| --------- | - | ---------------------------------------------- | ---------------------------------------------------------------------------- |
| 1989      | ф | Ад, или Досье на самого себя                   | вор                                                                          |
| 1990      | ф | Бакенбарды                                     | Толян                                                                        |
| 1991      | ф | Дом на песке                                   | зритель на концерте                                                          |
| 1991      | ф | Лох — победитель воды                          | бандит                                                                       |
| 1991      | ф | Меченые                                        | Рябой бандит                                                                 |
| 1992      | ф | Рэкет                                          | Филимонов                                                                    |
| 1994      | ф | Прохиндиада 2                                  | рэкетир                                                                      |
| 1994      | с | Русский транзит                                | бандит                                                                       |
| 1995      | ф | Всё будет хорошо!                              | Коля Орлов, бывший десантник                                                 |
| 1995      | ф | Клюква в сахаре                                | Имя персонажа не указано                                                     |
| 1995      | ф | Прибытие поезда (киноальманах, фильм «Трофим») | моряк в трактире                                                             |
| 1995      | ф | Четвёртая планета                              | Имя персонажа не указано                                                     |
| 1997      | ф | Бедная Саша                                    | Серёга, охранник-бандит                                                      |
| 1997      | ф | Брат                                           | нервный бандит                                                               |
| 1998      | ф | Классик                                        | «Инкассатор»                                                                 |
| 1999—2001 | с | День рождения Буржуя (Украина-Россия)          | Толстый                                                                      |
| 2001—2002 | с | Марш Турецкого (2 и 3 сезон)                   | Денис Грязнов, племянник Грязнова, сотрудник детективного агентства "Глория" |
| 2001      | с | Медики                                         | Гриша                                                                        |
| 2002      | ф | Дом дураков                                    | офицер                                                                       |
| 2002      | ф | Чёрный мяч                                     | Николай Васильевич                                                           |
| 2003—2006 | с | Евлампия Романова                              | майор Костин                                                                 |
| 2003      | ф | Курорт особого назначения                      | Платон                                                                       |
| 2003      | с | Лучший город Земли                             | Андрей Рожков                                                                |
| 2003—2005 | с | Оперативный псевдоним                          | Станислав Евгеньевич Яскевич                                                 |
| 2004      | ф | Созвездие скорпиона                            | охранник олигарха                                                            |
| 2004      | ф | Параллельно любви                              | Приходченко                                                                  |
| 2004      | с | Сармат                                         | Шальнов Андрей Иванович                                                      |
| 2005      | ф | Воскресенье в женской бане                     | Дима                                                                         |
| 2005      | ф | Жмурки                                         | Бала                                                                         |
| 2005      | ф | Зеркальные войны. Отражение первое             | агент Гром                                                                   |
| 2005      | ф | Казароза                                       | Караваев                                                                     |
| 2005      | ф | Один из многих                                 | Имя персонажа не указано                                                     |
| 2005      | ф | Убить Бэллу                                    | Большов, следователь                                                         |
| 2006      | с | Терминал                                       | бизнесмен Виктор Борисович Большаков                                         |
| 2006      | ф | Была не была                                   | Федя Глотов                                                                  |
| 2006      | ф | Дикари                                         | Вадик                                                                        |
| 2006      | ф | Иностранцы                                     | Игорь Мельников                                                              |
| 2006      | ф | Одинокое небо                                  | автослесарь Серёга Подкова                                                   |
| 2006      | ф | Папа на все руки                               | Сергей Славин, в прошлом известный актёр                                     |
| 2007      | с | Возвращение Турецкого                          | Денис Грязнов                                                                |
| 2007      | ф | Третий лишний (Украина)                        | Александр Юрьевич Гусев                                                      |
| 2008      | ф | Арфа для любимой (Украина)                     | Вася, сосед Зои                                                              |
| 2008      | ф | Дело было в Гавриловке 2                       | Чемпион России по боксу Вадим Дубов                                          |
| 2008      | ф | Женщина, не склонная к авантюрам (Украина)     | Игорь Колыванов, муж Ирины                                                   |
| 2008      | ф | На крыше мира                                  | охранник                                                                     |
| 2008      | с | Почтальон                                      | Вадим Николаевич Бизяк, заместитель прокурора                                |
| 2009      | ф | Крыша                                          | Пётр Николаевич, отец Светы                                                  |
| 2009      | с | Террористка Иванова                            | Александр Иванович Иванов, муж Полины                                        |
| 2009      | с | История лётчика                                | Костя                                                                        |
| 2010      | ф | Ночной таверны огонёк                          | Коля                                                                         |
| 2010      | ф | Вендетта по-русски                             | лётчик Зубов                                                                 |
| 2012—2015 | с | Пасечник                                       | Глеб Збруев                                                                  |
| 2013      | ф | Икорный барон                                  | майор Кашин                                                                  |
| 2014      | с | Палач                                          | Сергей Яковлев, муж Раисы                                                    |
| 2016—2020 | с | Бывшие                                         | Кирилл Лобов                                                                 |
| 2016      | с | Беглые родственники                            | Олег Иванович, отец Юлии                                                     |
| 2017      | с | Фитнес-клуб                                    | Имя персонажа не указано                                                     |
| 2019—2024 | с | Жуки                                           | Алексей Иванович Самойлов, ветеринар                                         |
| 2020      | ф | Побочный эффект                                | старик                                                                       |
| 2022      | ф | Непослушник                                    | Гена                                                                         |
| 2023      | ф | Финт Боброва                                   | Всеволод Бобров (в старости)                                                 |
| 2023      | с | Родные люди (новелла «Москва»)                 | полицейский                                                                  |

### Участие в телепроектах
- В январе 2003 года принял участие в благотворительном выпуске программы «Слабое звено».
  - Результат – выбыл после 1-го раунда.
- В 2003 году участвовал в телеигре «Форт Боярд».
- В 2007 году участвовал в проекте «Король ринга».
- 24 сентября 2018 года гость программы «Судьба человека с Борисом Корчевниковым».
- В 2019 год участвовал в шоу «Три аккорда».

## Личная жизнь
- Первая жена (1988-2008) — Наталья Дубонос, реквизитор в театре Табакова. Двадцатилетний брак окончился разводом после рождения внебрачной дочери[4]. Также у Журавлева есть внебрачный сын Антон. 
  - Дочь — Василиса (род. 2008) от Татьяны Шитовой[5]. Состоял с Шитовой в отношениях с 2006 по 2010 г.г.
- Вторая жена (с 2013 года) — Полина Владимировна Приходько (Журавлёва), российская актриса театра и кино (род. 1988)
  - Сын Глеб (родился в 2015 году).